# 아자젤 (수퍼내추럴)
아자젤(Azazel)는 미국 CW방송국의 드라마 《수퍼내추럴》에 등장하는 악마다. 시즌 1부터 등장하며, 윈체스터 가족의 숙적에 해당되는 인물로써 시즌 1~2을 이끌어가는 주된 캐릭터이다.